# Королівська академія нідерландської мови та літератури
Королівська академія нідерландської мови та літератури (нід. Koninklijke Academie voor Nederlandse Taal- en Letterkunde, або KANTL) — установа, задіяна вивченням та просуванням нідерландської мови у Фландрії. Це нідерландськомовний аналог «Академії королівської мови» та одна з багатьох академій Бельгії.

## Історія
Королівська академія нідерландської мови та літератури (скорочено KANTL) — урядова організація, яка була створена 1886 року королівським указом як Koninklijke Vlaamse Academie voor Taal- en Letterkunde (Королівська фламандська академія мови та літератури).
1972 року назва Королівської фламандської академії для мови та літератури була змінена на Королівську академію нідерландської мови та літератури, а 1981 року існування Академії було підтверджено указом Ради з питань культури для голландців культурної спільноти (попередник фламандського парламенту) (указ від 13 лютого 1980 р.). Зараз KANTL є установою фламандського уряду.
Академія була першою офіційною установою Бельгії, де нідерландську мову досліджували науково та стимулювали координацію між науковими галузями, що використовують нідерландську мову. 1938 року була створена Королівська фламандська академія науки та мистецтв Бельгії та Королівська академія медицини Бельгії. Відтоді компетенція Академії обмежувалась нідерландською мовою та її літературою. Водночас академія виконує дорадчу функцію для фламандського уряду. Фламандська академія відіграла важливу роль у емансипації фламандців й підняла фламандський рух у культурному та інтелектуальному середовищі на вищий рівень. Однак у політичному плані Академія зберігала нейтралітет.
З 1939 року Академія складається з 30 членів та 25 іноземних почесних членів.
Королівська академія нідерландської мови та літератури розміщується в Будинку Омбергена на Конінгштрааті в Генті. 2012 року будівлю було відреставровано.

## Премія Королівської академії голландської мови та літератури
З часу заснування Королівська академія видавала щорічну премію за видатні досягнення у вивченні нідерландської мови. Проте з 2005 року мета премії стала ширшою, тепер нею відзначають визначних діячів, які мають стосунок до нідерландської мови та літератури. Таким чином, премію присуджували за есеїстику, за дослідження давньої нідерландської мови, за літературу, поезію, прозу та досягнення у сфері культури.

## Лауреати премії 2003—2012
- 2012 Том Ланой (письменник)
- 2011 Арнон Грюнберг (письменник)
- 2010 Лео Вроман (поет)
- 2009 Гельмут Тервоорен
- 2008 Стефан Гертманс (письменник)
- 2007 Девід Ван Рейбрук
- 2006 Стефан Брейс
- 2005 Герріт Кувенаар (поет)
- 2004 Пітер Луї Сейз
- 2003 Ян де Родер[nl]